# (8765) Limosa
(8765) Limosa (1274 T-2) – planetoida z pasa głównego asteroid okrążająca Słońce w ciągu 4,51 lat w średniej odległości 2,73 au. Odkryta 29 września 1973 roku.